# Thomas de Keyser
Thomas de Keyser est un peintre et architecte néerlandais né à Amsterdam vers 1596 et mort dans la même ville le 7 juin 1667.

## Biographie
Il est le fils du sculpteur et maître d’œuvre Hendrick de Keyser. On sait peu de choses sur ses premières années, mais il est probable qu’il fut l’élève de Cornelis de Voort, Aert Pietersz ou Nicolaes Eliasz. Pickenoy.
De Keyser fut avant tout portraitiste. Il fut le plus sollicité des peintres d’Amsterdam jusqu’à ce que la popularité de Rembrandt commença à lui faire de l’ombre dans les années 1630. De Keyser exerça d’ailleurs une grande influence sur Rembrandt, et nombre de ses œuvres furent longtemps attribuées à ce dernier.
La plupart des portraits de sa main sont de petits formats, par exemple le portrait de Constantijn Huygens (1627), actuellement à la National Gallery de Londres ou « Les quatre bourgmestres d’Amsterdam attendant l’arrivée de Marie de Médicis le 1er septembre 1638 », actuellement au Mauritshuis.
Sa plus grosse commande fut un portrait de groupe : « La compagnie du capitaine Allaert Cloeck et du lieutenant Jacobsz Rotgans » (1632), 	aujourd’hui exposé au Rijksmuseum. Il a peint également des scènes mythologiques, notamment un « Thésée et Ariane » qui se trouve au Palais sur le Dam.

## Œuvres
- Portrait de Constantijn Huygens et de son secrétaire, 1627, 92 × 69 cm, National Gallery, Londres[2]
- La Leçon de musique, huile sur bois, 53 × 45 cm, Musée des beaux-arts de Rouen[3]